# Balalan/Platanissos
Balalan (griechisch Πλατανισσός Platanissos) ist ein Dorf auf der Karpas-Halbinsel im Norden der Mittelmeerinsel Zypern und liegt im Distrikt İskele der Türkischen Republik Nordzypern. Der Ort hatte 2011 89 Einwohner.

## Geographie
Balalan liegt auf der Karpas-Halbinsel, zehn Kilometer südwestlich von Yialousa/Yeni Erenköy und drei Kilometer nordwestlich von Leonarisso/Ziyamet.

## Geschichte
Balalan war bereits vor 1974 ausschließlich durch Zyperntürken bewohnt. Zwischen 1964 und 1974, zur Zeit der Türkischen Verwaltung Zyperns war es administrativ Teil der türkischen Enklave Mehmetçik und war ein Außenposten der Enklave. Bei der Volkszählung 1960 zählte man 386 Zyperntürken, 1978 waren es 260. 
Die Jugendlichen des Dorfes wanderten in die größeren Orte ab, sodass die Bevölkerung weiter schrumpfte. 2006 zählte man noch 97 Bewohner, 2011 waren es nur noch 89. Es gibt keine Schule mehr in Balalan, die Kinder des Dorfes besuchen die Schule in Mehmetçik.